# Aigle noir et blanc
Spizaetus melanoleucus
Espèce
Statut de conservation UICN

 LC  : Préoccupation mineure
Statut CITES
L'Aigle noir et blanc (Spizaetus melanoleucus) est une espèce d'oiseaux de la famille des Accipitridae.

## Répartition
Cet oiseau vit en Amérique tropicale, du sud du Mexique jusqu'en Argentine.